# Diffuseur de presse en France
Pour les articles homonymes, voir Diffuseur.
 (octobre 2021).
Si vous disposez d'ouvrages ou d'articles de référence ou si vous connaissez des sites web de qualité traitant du thème abordé ici, merci de compléter l'article en donnant les références utiles à sa vérifiabilité et en les liant à la section « Notes et références ».

Enseigne des diffuseurs de presse en France depuis le 6 mars 2025

L'activité de Diffuseur de presse (souvent appelé marchand de journaux) correspond à la vente de la presse nationale au numéro dans un point de vente. Elle est soumise en France à une réglementation spécifique. Pour créer cette activité dans un commerce, un agrément des Éditeurs distribués par les messageries de presse est requis ; il s'obtient en soumettant sa demande à une commission spécifique. Pour la reprise de cette activité lors d'une mutation, l'agrément doit être donné par le dépositaire répartiteur local qui approvisionnera le magasin. 
Ces magasins sont toujours multi-produits pour attirer une clientèle nombreuse et augmenter la marge commerciale.
Le Diffuseur de presse peut exercer son activité (jeux à gratter, loto, confiserie, papeterie, librairie, souvenirs, produits de vapotage, bar, boissons fraîches et chaudes, tabac, relais colis, etc.) dans différents types de commerces. Il est actif dans : magasin traditionnel de proximité ; supermarché, hypermarché, point de vente en concession (type Relay) dans une gare, un aéroport, un hôpital, le métro… À Paris en particulier, un segment de réseau appelé kiosque et placé en général sur le trottoir, répond à des conditions d'exploitation très particulières en lien avec la mairie ; leur activité est principalement consacrée à la vente de la presse. Curieusement, la plupart des journalistes de nos médias appellent kiosques les points de vente vendant de la presse alors que ce segment est très minoritaire (555 à fin 2016 sur 24 134 Diffuseurs de presse). Enfin, quelques points de vente dits « complémentaires » (PVC) proposent un rayon presse à offre très réduite dans des commerces à faible potentiel. 
Cette activité est en proie, malgré une réglementation spécifique, à des difficultés. Une formation professionnelle existe depuis 1987 et permet aux nouveaux professionnels d'en découvrir les particularités.

## La réglementation
Au lendemain de la Seconde Guerre mondiale, les élus et les pouvoirs publics français ont eu la volonté de mettre en place un dispositif réglementaire sur la presse, pour défendre la liberté de la presse et garantir une diffusion équitable. Cette volonté a donné lieu à des débats, notamment entre le parti communiste français partisan d'un contrôle par l’État et le MRP, partisan d'un fonctionnement coopératif. Le 2 avril 1947, Robert Bichet (député MRP) déclare à l'Assemblée nationale : « Une des conditions nécessaires de la véritable liberté de la presse est donc la garantie donnée à tous les journaux, à tous les périodiques, d’équitables et justes conditions de transport et de diffusion. » La loi dite Bichet apporte donc aux éditeurs de presse une très grande liberté de décision quant à l'organisation et au fonctionnement du système de distribution de la presse.
Concernant la distribution, un rôle central a été donné à l'époque aux Nouvelles Messageries de la presse parisienne (aujourd'hui Presstalis), société détenue par une coopérative d'éditeurs de magazines et une coopérative d'éditeurs de quotidiens ainsi qu'à leur concurrent les MLP (Messageries Lyonnaises de Presse).
Concernant les diffuseurs de presse, ces dispositifs législatifs portent en particulier sur les points suivants :
- un agrément obligatoire : la personne qui désire créer ou reprendre un point de vente de presse doit obtenir un mandat d'agent de la vente de la presse ; ce mandat doit être demandé au grossiste répartiteur local avant que n'intervienne la création ou la reprise. Pour une création d'activité, toute demande passe devant une commission qui se réunit tous les mois. Il s'agit de la C.D.R. (Commission du Réseau du Conseil supérieur des Messageries de Presse, organisme chargé de veiller à la bonne application de la loi Bichet). Après étude, cette commission décide si la création peut être acceptée. Pour une mutation cette fonction est assurée par le dépositaire grossiste répartiteur local ;
- un devoir d'impartialité : le diffuseur de presse est tenu de mettre en vente tous les titres qu'il reçoit et de ne favoriser ou de ne pénaliser aucun titre. Depuis la loi no 2019-1063 du 18 octobre 2019 modifiant la loi Bichet, le diffuseur de presse dispose de nouveaux droits lui permettant d'agir sur une partie de son assortiment de titres de presse (en particulier grâce au dispositif dit d'assortiment devant faire l'objet d'un accord interprofessionnel) ;
- des obligations de diffusion et de suivi des ventes : le Diffuseur ne passe aucune commande de marchandise ; il reçoit via son dépositaire un flux presse dit « poussé » décidé par chaque éditeur concerné et doit accepter le nombre d'exemplaires. Les diffuseurs de presse et les dépositaires proposent aux éditeurs des modifications de quantités sur la base des statistiques de vente ; ces derniers sont libres de les accepter ou de les refuser. Les diffuseurs informatisés remontent chaque soir les ventes du jour aux messageries afin que les Éditeurs connaissent notamment la vitesse de vente de leur parutions jour par jour. Les livraisons sont débitées sur le compte presse du diffuseur alors que ses invendus sont crédités sur son compte ; le diffuseur ne réglera au dépositaire que la part des ventes — commissions déduites ;
- la presse présente dans un magasin n'appartient jamais au Diffuseur mais aux éditeurs concernés ; ainsi la presse n’apparaît pas au bilan dans les comptes de « stock marchandises » mais dans des compte de tiers ; elle devrait donc être appelée « consigne presse ». De même, les ventes de presse constituent des recettes du magasin alors que le chiffre d'affaires presse n'est constitué que des seules commissions perçues sur les ventes de presse ;
- le taux de TVA sur la presse est fixé à 2,1 % pour les seuls produits disposant d'un numéro de commission paritaire ; pour tous les autres le taux de TVA est de 20 % ; chaque client peut donc dans un but comptable demander au Diffuseur de presse une facture faisant apparaître cette tva afin de pouvoir éventuellement la récupérer. Le diffuseur quant à lui est commissionné sur le prix de vente TTC. Son inscription au fichier des AVP (Agents de la Vente de la Presse) lui permet de ne pas reverser de TVA sur son activité presse.

## Base de rémunération du diffuseur de presse
- Depuis le 1er janvier 2015 le système de rémunération des diffuseurs de presse a été modifié.
- 13 % sur le montant des ventes pour les publications périodiques (magazines), 14 % pour les quotidiens pour les diffuseurs de base.
- Pour les diffuseurs dits spécialistes presse (selon critères spécifiques), 15 % sur l'ensemble des titres presse au minimum ; des majorations conditionnelles permettent d’accroître ces taux de commission.
- 23 % pour les kiosquiers sur les quotidiens et les magazines.

Autres taux de rémunération sur des produits hors-presse :
- Assimilés Librairie : 23 % ;
- Para-Papeterie : 28 %.

La baisse des volumes vendus doit conduire chaque diffuseur de presse à perfectionner le merchandising de son linéaire afin que le classement et la présentation favorisent la vente de l'ensemble des produits presse. 
Le réseau de diffuseurs connait une baisse régulière depuis plusieurs années. Fin 2012 le réseau comptait 27 497 diffuseurs (dont 586 kiosques). Fin 2020, on dénombrait 20 917 diffuseurs (dont 466 kiosques).

## Ventes complémentaires diverses
Les diffuseurs de presse reçoivent également en flux poussé de leur dépositaire de presse des produits dits « hors presse » commercialisés par les messageries et certains éditeurs de presse : des produits multimédia (DVD), des encyclopédies (construction d'un véhicule miniature par exemple), des produits dits « assimilés librairie » provenant en principe de la librairie, des produits dits « para-papeterie » (calendriers, almanachs, pochettes de stickers…) Tous ces produits échappent en principe à la réglementation issue de la loi Bichet. 
Les diffuseurs de presse commercialisent également des produits comme la librairie, la papeterie, la carterie, la confiserie, les jeux (Française des Jeux et du P.M.U.), les titres de transport, le fax, la photocopie, le développement des photos, vapotage, snacking, souvenirs, distribuent des colis (exemple Relais colis) et peuvent éventuellement en tant que débitant de tabac (appellation issue des douanes dont dépendent les débitants) distribuer du tabac ; environ 40% des diffuseurs de presse sont également débitants de tabac. Les choix de complémentarités sont notamment fonction des potentialités de la zone de chalandise, de la place disponible dans la surface de vente et des moyens en personnel. 

## Modernisation des points de vente
En juillet 2004, une aide des pouvoirs publics de 3,5 millions d'Euros sur 2005 a été annoncée par le premier ministre. Cette aide concerne la modernisation et l'informatisation des points de vente. Le montant de cette subvention s'est élevé jusque 10 millions en 2011, puis est revenu à 4 millions en 2014. Un dispositif spécifique a également été mis en place pour l'informatisation des seuls kiosques.

## Difficultés de la profession et aménagements
Le nombre de points de vente traditionnels spécialisés sur la diffusion de la presse est en régression, ainsi que leur chiffre d'affaires. Ils sont en concurrence avec d'autres diffuseurs pour lesquels la presse n'est qu'un complément de revenus. Cette diminution des Diffuseurs spécialisés sur la presse est à mettre en regard avec la baisse de la vente de presse au numéro (à distinguer des abonnements et portage) : une baisse de 25 % prévue entre 2011 et 2015, selon le Conseil Supérieur des Messageries de Presse. Ils sont également en concurrence avec le rayon presse des grandes surfaces, et, de plus en plus, avec les kiosques numériques permettant de recevoir son titre de presse sur une tablette.
À ceci s'ajoutent d'autres difficultés. Les conditions de travail sont pénibles en terme d’horaires : ouverture matinale, et fermeture souvent tardive pour un revenu limité. Le nombre de titres varie entre 300 et 3 000 selon le potentiel commercial du point de vente.